# Sten Sjöholm
Sten Gunde Sjöholm (i riksdagen kallad Sjöholm i Helsingborg), född 29 april 1917 i Lomma, död 29 april 2002 i Malmö, var en svensk kronofogde och politiker (folkpartist).

## Biografi
Sten Sjöholm, som kom från en företagarfamilj, blev juris kandidat vid Lunds universitet 1946 och verkade från 1954 som stadsfogde i Helsingborg (efter 1965 som kronofogde). Han var ledamot i Helsingborgs stadsfullmäktige och kommunfullmäktige 1963–1979 och var även ordförande i stadens folkpartiavdelning till 1973.
Han var en av de drivande för samverkan mellan de tre borgerliga partierna på 1960-talet, och blev förste vice ordförande i Medborgerlig samling (MbS) då denna organisation bildades 1964 och ställde upp med en spränglista i valet till fyrstadskretsen. Framgången i valet gjorde att han fick ett mandat. Han förblev riksdagsledamot för fyrstadskretsen 1965–1976 (fram till 1970 i andra kammaren) och tillhörde hela tiden Folkpartiets riksdagsgrupp. 
I riksdagen var han bland annat suppleant i första lagutskottet 1965–1970 och ledamot i lagutskottet 1971–1976. Han engagerade sig i ett stort antal frågor, bland annat förbud mot proffsboxning, avskaffad statskyrka och förbud mot kollektivanslutning. År 1972 motionerade han i riksdagen om inrättandet av statliga bordeller.